# Ataliba Mendes de Oliveira
Ataliba Mendes de Oliveira foi um político brasileiro do estado de Minas Gerais. Foi deputado estadual em Minas Gerais, pela UDN, durante o período de 1955 a 1959 (3ª legislatura) e 1963 a 1967 (5ª legislatura). Atuou como deputado na suplência do legislativo mineiro na legislatura seguinte (1967-1971), pela ARENA. Foi eleito por sua influência na cidade de Pedra Azul onde residia. O fórum da comarca de Pedra Azul se chama Deputado Ataliba Mendes de Oliveira em homenagem a ele. 